# Zsolt Harsányi

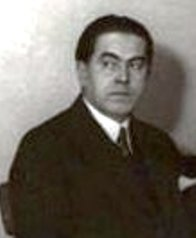
Zsolt Harsányi.

Zsolt Harsányi, född 1887, död 1943, var en ungersk författare.
Harsányi fick internationell framgång med ett flertal biografisk-historiska romaner. Mest känd är Ungersk rapsodi (1936) om kompositören Franz Liszt.

## Verk (svenska översättningar)
- Ungersk rapsodi (Magyar rapszódia) (översättning Valdemar Langlet, Wahlström & Widstrand, 1938)
- Med en kvinnas ögon (Magdolna) (översättning Sigurd Westberg, Wahlström & Widstrand, 1939)
- Hans väg mot stjärnorna: romanen om Galileo Galilei (Mégis mozog a föld) (översättning Sigurd Westberg, Wahlström & Widstrand, 1940)
- Skönt att leva: romanen om Rubens (Élni jó: Rubens életének regénye) (översättning Sigurd Westberg, Wahlström & Widstrand, 1942)
- Fest i Budapest (Whisky szódával) (översättning Gösta Forsberg, Wahlström & Widstrand, 1943)
- Guldäpplet (Az aranyalma) (översättning Gösta Forsberg, Wahlström & Widstrand, 1944)
- Galgós tre fruar (Galgó három felesége) (översättning Valdemar Langlet, Wahlström & Widstrand, 1947)